# Laura Cabanes
Laura Cabanes Garzás (Daimiel, 3 de enero de 2006) es una deportista española que compite en natación, especialista en el estilo mariposa.
Ganó una medalla de oro, una medalla de plata y una medalla de bronce en el Campeonato Europeo Junior de Natación de 2024, en las pruebas de 200 m estilos, 200 m mariposa y 400 m estilos.
Participó en los Juegos Olímpicos de París 2024, en las pruebas de 200 m mariposa y 100 m mariposa.